# コルテノール (駆逐艦)
コルテノール (Hr.Ms. Kortenaer) はオランダ海軍の駆逐艦。アドミラーレン級（ファン・ゲント級）。名前は17世紀のオランダ人提督エグベルト・バルトロメウス・コルテノールにちなんでいる。

## 艦歴
「コルテノール」は1925年8月24日に建造が開始され、1927年6月30日に進水し、1928年9月3日に就役した。
「コルテノール」は1928年11月23日に西インド諸島に着き、オランダ領各地を訪れ、1929年3月8日に本国に戻った。
1929年6月8日にキュラソーでベネズエラのラファエル・シモン・ウルビナにより総督Leonard Albert Fruytierがとらえられる事件が発生すると、「コルテノール」と海防戦艦「ヘルトフ・ヘンドリク」の派遣が命じられた。「コルテノール」は24時間以内に出発の準備を終え、現地の状況が不明であったため、まずバージン諸島のセント・トーマス島へ向かった。6月21日に「コルテノール」はウィレムスタットに到着したが、その時院はすでに事態は終息していた。「コルテノール」は7月29日にデン・ヘルダーに戻った。
1930年1月14日、オランダ領東インドへ向け出発。2月27日にサバンに着いた。「コルテノール」は1935年2月28日に本国に戻った。
1935年11月4日、「コルテノール」は駆逐艦「ファン・ゲント」とともにデン・ヘルダーより東インド諸島へ向け出発した。その途中、11月20日に「コルテノール」はエジプトの漁船と衝突した。2隻は12月17日にサバンに着いた。

### 第二次世界大戦
1942年2月、日本軍のバリ島上陸を受けてチラチャップより出撃する際に「コルテノール」は座礁し、その結果バリ島沖海戦には不参加となった。

### スラバヤ沖海戦
2月27日、スラバヤ沖海戦で「コルテノール」は被雷し、沈没した。57名が死亡した。「コルテノール」に命中したのは日本の重巡洋艦「羽黒」が発射した魚雷と推定される。

### 沈没船
インドネシア、シンガポール、マレーシア近海では100隻を超える様々な国の船や潜水艦が戦時中に沈没し、その多くは戦没者墓地に指定されている。沈没船は違法にあさられ、しばしば爆発物が使用されたことで知られている。コルテノールの残骸は、2004年8月に沈没船専門ダイバーに発見された。デ・ロイテルとジャワの残骸は2002年12月に同じグループに発見されていた。2016年、デ・ロイテル、ジャワ、コルテノールの沈没船の大部分は海底から消失していたが、その痕跡は海底に残っていた。オランダ国防省はデ・ロイテル、ジャワ、コルテノールは違法に引き上げられた可能性があることを示唆した。2017年2月、3隻の沈没船の位置と状態を確認する報告書が発表された。